# Miguel Herrera
Miguel Herrera (18 de març de 1968) és un exfutbolista i entrenador mexicà.

## Selecció de Mèxic
Va formar part de l'equip mexicà a la Copa del Món de 2014 com a seleccionador. Des del 2025, és el seleccionador de Costa Rica.